# Grand prieuré de Saint-Gilles
Ne doit pas être confondu avec Commanderie templière de Saint-Gilles-du-Gard ou Église abbatiale de Saint-Gilles du Gard.
Le grand prieuré de Saint-Gilles était un prieuré de l'ordre de Saint-Jean de Jérusalem. Il s'agissait de l'un des deux grands prieurés de la langue de Provence avec le grand prieuré de Toulouse.

## Historique

### Implantation
Bertrand, fils de Raymond de Saint-Gilles, comte de Toulouse, se croisa et partit pour la Terre-Sainte en 1109. Il y mourut en 1112. Son frère Alphonse Jourdain revint prendre le gouvernement des comtés de Toulouse et de Saint-Gilles, et du marquisat de Provence. Avant de se croiser, Bertrand avait fondé l’hôpital, qui devint le Grand Prieuré de Saint-Gilles, la plus ancienne des maisons d'Europe de l’ordre de Saint-Jean de Jérusalem. Ce prieuré était un hospice destiné à recueillir, sur les rives du Rhône, les pèlerins prêts à partir pour la Terre-Sainte, ou ceux qui en revenaient. Ce rôle lui permit de bénéficier des largesses des princes et les seigneurs partisans des croisades.
En 1117, les Hospitaliers acquirent Saint-Thomas de Trinquetaille, près d’Arles, et construisirent une église à Nîmes, dédiée à Jean le Baptiste. Leur manse s'accrut en 1171 du domaine de Daladel, près d’Aigues-Mortes, puis de celui de Canavère, près de Saint-Gilles, en 1202 et des terres de Luc, près de Marguerittes, en 1217. L’Ordre reçut, en 1248, Saint-Jean-de-la-Pinède, près de Listel, à Aigues-Mortes.
À la suite du Concile de Vienne en 1311, l’Ordre hérite de la majorité des biens des Templiers et devient le plus puissant d'Europe.
La langue de Provence fut dès lors répartie en deux grands prieurés, Toulouse avec vingt commanderies, et Saint-Gilles avec cinquante-quatre commanderies, auxquelles il faut rajouter le bailliage de Manosque qui fut initialement un prieuré appelé de Provence entre 1317 et 1347. Mais au XVe siècle, il entre en décadence et le Grand Prieuré où résidèrent jusqu'à 22 chevaliers n'en comptait plus que deux.
François 1er redonna quelques éclats à Saint-Gilles avec quelques nouvelles donations et la confirmation des acquisitions de 1512. De 1562 à 1621, les guerres de religion furent la cause de la disparition de quelques Commanderies et de la destruction des bâtiments du prieuré de saint Gilles, ce qui porta le coup de grâce au pèlerinage.
Saint-Gilles resta cependant un centre spirituel important pour l'Ordre mais l'administratif du grand-prieuré est transféré au prieuré d'Arles en 1562. Ce transfert fut avalisé par un décret du grand maître à la suite d'une décision du Sacré Conseil en date du 15 janvier 1615.
En 1703, les Camisards pillèrent des maisons de l'Ordre en Languedoc. Puis 1789 vit la fin du Grand Prieuré avec l’aliénation des Biens Nationaux en 1792. Le Grand Prieuré fut démantelé en 1796 par l’acquéreur qui l’utilisa comme carrière.

### Liste des prieurs

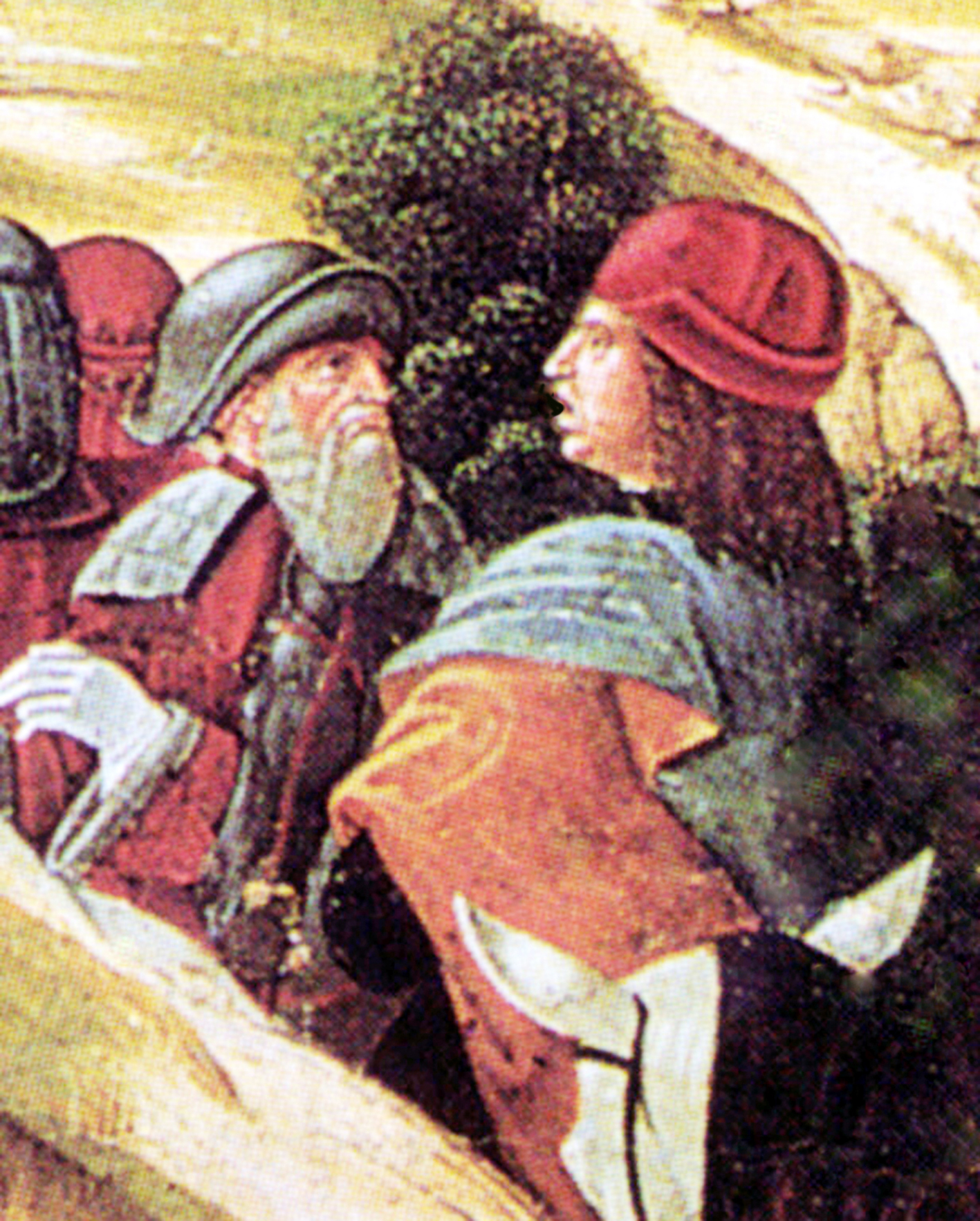
Juan Fernández de Heredia et Raimond de Turenne (fresque de l’Ospedale Santa-Maria della Scala à Sienne)

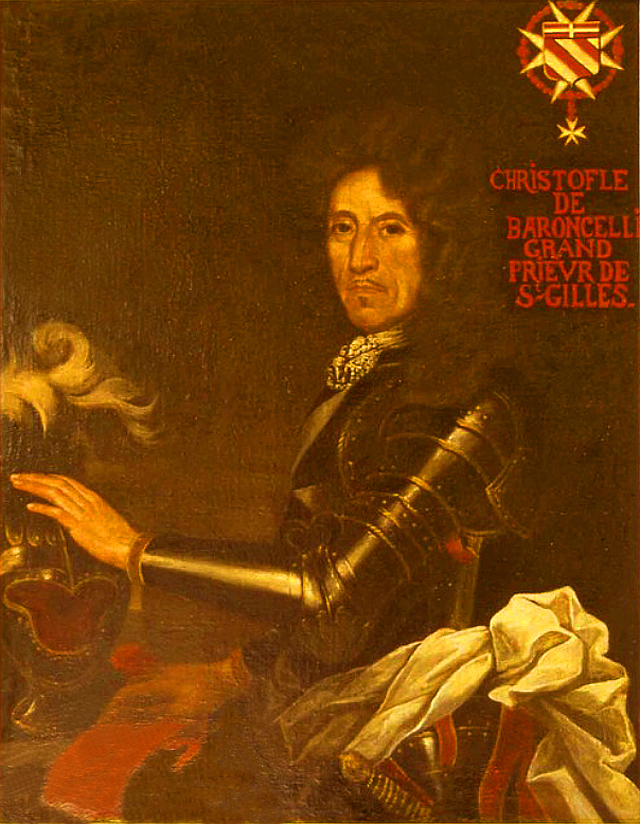
Christophe de Baroncelli-Javon

- c. 1177 : Pierre Galtier, commandeur
- c. 1237 : Bertrand
- c. 1244 - 1264 : Féraud de Barras (grand commandeur cismarin)[N 1] organisateur de la flotte de soutien à la septième croisade
- 1271 - 1300 : Guillaume de Villaret (premier vicaire du Comtat Venaissin) il cumule ses fonctions de prieur et grand maître de 1296 à 1300
- 1306 - † 22 janvier 1311 : Dragonet de Montdragon[7],[8]
- ? - Juillet 1317 : Pierre d'Ongle[9]
- juillet 1317 - ? : Bermond Maury[10]
  - Au moment du remembrement de la langue de Provence en trois prieurés (21 juillet 1317): Manosque (prieuré de Provence dont Hélion de Villeneuve devient le prieur), Saint-Gilles et Toulouse.
- 1327 - ? : Aimery de Turry
- octobre 1330 - mai 1332 : Pierre d'Ongle (deuxième fois, prieur de Saint-Gilles tout en conservant celui de Toulouse)[11]
- août 1332 - ? : Guillaume de Reillanne (Prieur de Saint-Gilles et de Provence deçà Rhône)[12]
- ? - ? : Pierre de Corneillan (XIVe siècle)
- septembre 1355 - ? : Fouques de Chaudeyrac[13]
- 1357 - 1369 : Juan Fernández de Heredia[14].
  - Capitaine des Armes du Comtat Venaissin. Grand maître à partir de 1377
- 22 mai 1369 - juillet 1370 : Raymond Savin[15],[16].
  - Commandeur d'Arles. Auparavant grand prieur de Toulouse (?-1369)[N 2]
- 11 août 1370 - ? : Sicard de Murviel[17]
  - Commandeur de Saint-Maurice de Cazevieille, lieutenant du grand maître en Occident. Grand prieur de Toulouse (1370, quelques mois)
- octobre 1394 - février 1402 : Raimond de Casillac[18]
- mars 1402 - juin 1402 : Réforciat d'Agoult[19]
- 1402 - janvier 1420 : Jean Flote[20]
- 6 octobre 1420 - 1448 : Bertrand d'Arpajon[21], c'est son homonyme appelé également Tandon d'Arpajon qui fut grand prieur de Toulouse (1436-1448)[N 3]
- 1433 - 1434 : Jean Romieu de Cavaillon, prieur de Saint-Gilles et de Hongrie (Ungarie)[24]
- 1434 - 1448 : Bertrand d'Arpajon
- 1448 - 1449 : Jean Romieu de Cavaillon, prieur de Saint-Gilles
- 19 octobre 1449 - 20 octobre 1482 : Raimond Ricard[25]
- novembre 1482 - 1496 : Seillon de Demandolx[26],[27]
- 14 janvier 1497 - 10 janvier 1514 : Charles Allemand de Rochechinard[28]
- ? - ? : Prégent de Bidoux (XVe siècle)
- ? - ? : Raimond (Raimondet) Ricard (XVIe siècle)
- ? - ? : Balthazar d'Agoult (XVIe siècle)
- ? - ? : Robert d'Albe (ou d'Aube) de Roquemartine (XVIe siècle)
- ? - ? : François de Puget (XVIe siècle)
- ? - ? : Pierre de Gozon (ou Pierre de Gozon-Mélac) (XVIe siècle)
- ? - ? : Didier de Sainte-Jalle (XVe siècle)
- 13 novembre 1556 - 20 août 1557 : Jean de Valette[29]
- 26 août 1557 - ? : François de Touche-Bœuf Clairmont[30]
- ? - ? : Charles de Rochechinard (XVIe siècle)
- ? - ? : Géraud de Massas (XVIe siècle)
- ? - ? : Philippe du Broc (XVIe siècle)
- ? - ? : Jean de Mars (XVIe siècle)
- 1548 - 1562 : Charles d'Urre-Ventarol

Transfert au grand prieuré d'Arles en 1562.

### Patrimoine foncier

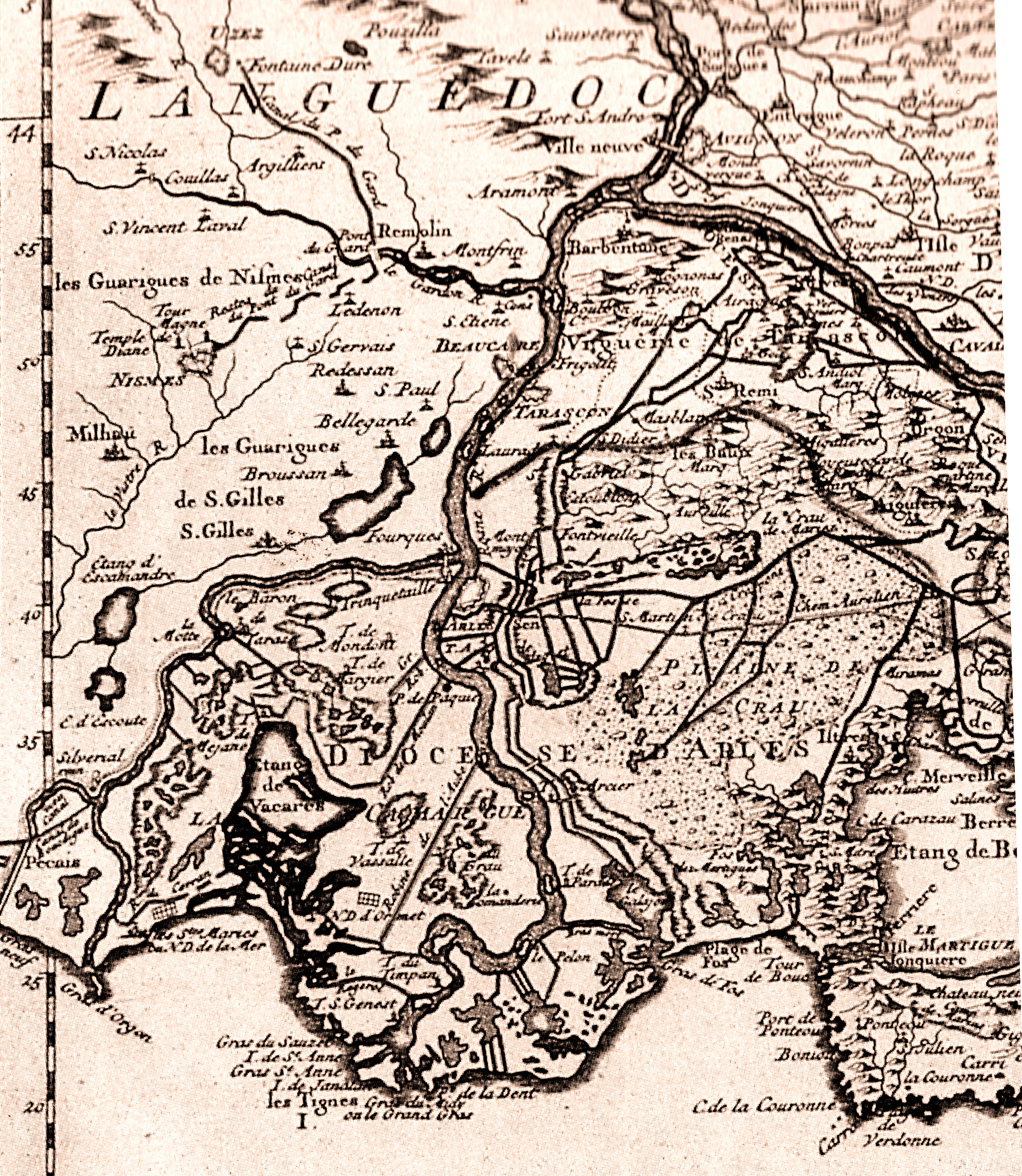
Le Grand Prieuré de Saint-Gilles entre Costières et Camargue

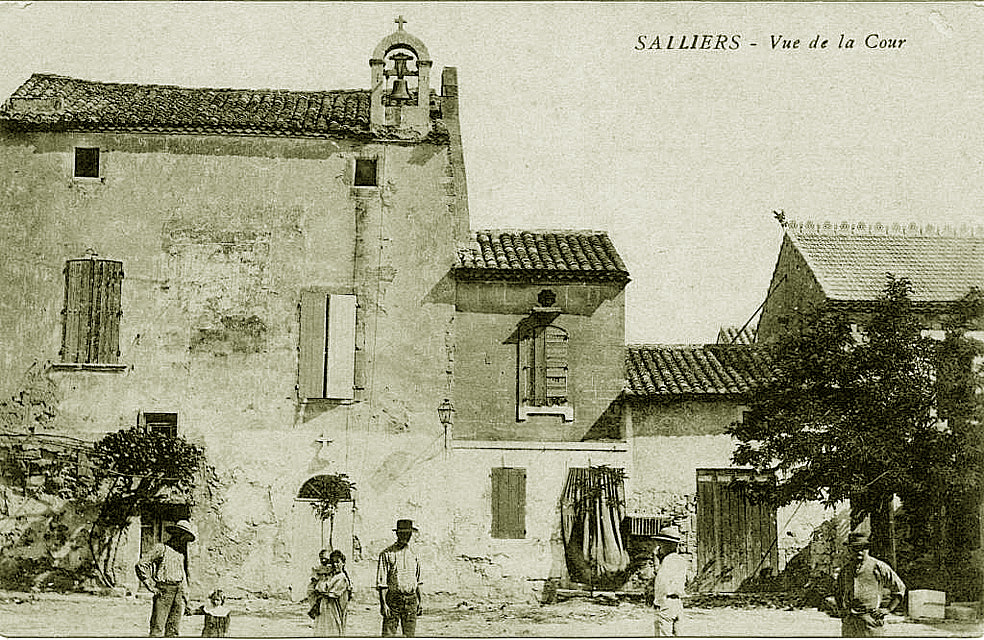
Saliers, vieille église de la Commanderie

La manse de l’ordre hospitalier à Saint-Gilles s’étendait du sud de Tarascon (Mas de l’hôpital) à la Méditerranée (Salin de Listel) et de Miramas (coussouls de Luquier, Calissanne, etc.) à Aigues-Mortes. Cette omniprésence de l'ordre de Saint-Jean en Camargue remonte à ses débuts. Il le doit tout d’abord à ses origines méridionales, à la proximité des lieux d'embarquement pour les croisades : Saint-Gilles et Aigues-Mortes. Et enfin à la récupération des biens de l’ordre du Temple après le concile de Vienne présidé par Clément V.
Au XIVe siècle, les vins de Saint-Gilles et de la Costière étaient parmi les plus prisés de la Cour pontificale d’Avignon. Jean XXII fait venir son « vin nouveau » de Saint-Gilles et Beaucaire. Quand, en 1367, Urbain V quitte Avignon pour Rome il se fait envoyer par le port d’Arles une cargaison de vin de la Costière et de Beaune. De retour en Avignon, Grégoire XI fit lui aussi approvisionner ses celliers par les vins de Saint-Gilles et la Costière. Si durant tout le Moyen Âge les vins provenant de ce terroir furent considérés à l'égal de ceux de Beaune, c'est qu'ils étaient produits avec un cépage exceptionnel le mourvèdre appelé alors « plant de Saint-Gilles ».
À la même période, il est fait mention d'un pressoir et de cuves de fermentation dans le cellier de Saliers, dépendance du grand prieuré, en Camargue, sur la rive droite du Rhône.
En Camargue, les Hospitaliers possédaient terres labourables, herbages, marais et étangs, soit environ 730 hectares de labours, 1 730 hectares d'étangs et de marais. Sur la rive gauche du Petit-Rhône, la Commanderie de Saliers disposait de 280 hectares de labours et 1 470 hectares de marais ; en rive droite sous le contrôle direct du prieuré de Saint-Gilles les surfaces ont été déterminées par les travaux de l'ingénieur Louis Séguin en 1765-66 et sont conservées à Arles dans l'ancien Hôtel Prieural de l'Ordre, au Musée Réattu. Ces biens s’étendaient sur 24 000 ha, dont 300 en terres de labour et 21 700 en herbages, marais et coussouls de Crau. Les coussouls étaient des « pâturages » pierreux où paissaient les ovins des commanderies de Sainte-Luce, Trinquetaille et Saliers. Ils s'étendaient sur 5 200 hectares. À cela s'ajoutaient des salines. En 1546, le prieur fit construire le salin de Saint-Jean, dans un étang qui jouxtait le marais de Peccais.
Quand les différents propriétaires sauniers décidèrent de s'unir en société en 1716, seule l'Église, qui possédait les salins de l’Abbé et de Saint-Jean resta en dehors de ce consortium. Quelques années plus tard, l'évêché d'Alès, propriétaire du salin de l’Abbé le rejoignit. Seul, le prieur conserva son salin de Saint-Jean. En 1790, un décret de la Convention déclara les salins de Peccais propriété nationale. Puis, ils furent restitués à leurs propriétaires, à l'exception de ceux de l’Abbé et de Saint-Jean qui restèrent propriété de l’État.
L'Ordre possédait à lui seul près de 10 % de la valeur des fonds de l'ensemble du terroir arlésien. Leur valeur foncière a été estimée à plus de 800 000 livres contre 12 500 seulement pour l'archevêché d'Arles. À la veille de la Révolution, les revenus du Grand Prieuré représentaient 254 000 livres tournois sur un total de 1 100 000 livres tournois, soit 23 % de l'ensemble de ses possessions. Chaque exploitation était centralisée autour d’un bâtiment de résidence, le « mas » à l’exemple du Grand Mas de Saliers.

## Possessions

### Commanderies
Les hospitaliers possédaient 80 commanderies dans la langue de Provence. 25 dépendaient de Toulouse et 55 de Saint-Gilles. Les commanderies suivies de la croix pattée rouge () sont des anciennes possessions de l'ordre du Temple :
En Gévaudan
- Commanderie de Gap-Francès
  - Commanderie des Estrets[N 4]
- Commanderie de Palhers

En Languedoc
- Commanderie d'Argence[N 5] (1654) [36],[37]
  - Mas du Petit Argence, commune de Fourques
  - Mas du Grand Argence[N 6]
  - Domaine de Pierre, terroir de Redonne
  - Domaine de Bouscaren
- Commanderie de Barbentane[38], commune de Bellegarde[N 7]
  - Solliech
- Commanderie de Béziers[39]
  - Membre de Liausson, initialement dépendant de Nébian
  - Maison de l'Hôpital de Nébian[N 8]
- Commanderie de Campagnoles, commune de Cazouls-lès-Béziers[N 9] (rattachée à Saint-Félix-de-Sorgues (Rouergue) à la fin du XVe siècle.)
  - Caillan
  - Cajan
  - Cazouls-lès-Béziers
  - Milhau[N 10], commune de Puisserguier
- Commanderie de Capette
- Commanderie de Cavalès[40] (Cavalet), commune de Saint-Gilles-du-Gard
- Commanderie de Douzens[41] 
  - Cabriac[N 11], commune de Douzens
  - Campagne-sur-Aude
  - Fajac
  - Magrie
  - Peyriac 
  - Saint-Jean de Molières
- Commanderie de Grézan (1181)[42],[43]
  - Membre de Cabrerolles
  - Maison de l'Hôpital de Capestang (1115)[44],[N 12].
  - Membre de Caussiniojouls
  - Fabrèques (métairie), commune de Cabrerolles
  - Membre de Marseillan[N 13]
  - Membre de Montblanc
  - Saint-Nazaire-de-Ladarez (église)[43]
- Commanderie d'Homps[45]
  - Albas
  - Coustouge
  - Jonquières
  - Prugnanes
  - Laroque-de-Fa 
  - Le Carcasses, hameau de Laroque-de-Fa[46] 
  - Massac 
  - Roquefort-des-Corbières
- Commanderie de Lautrec (Saint-Sauveur)[N 14]  (autonomome jusqu'à la fin du XVe siècle)[47]
  - La Borie
  - Le Moulin
- Commanderie de Montfrin [48]
- Commanderie de Montpellier (en partie)
- Commanderie de Narbonne[49],[50]
  - Maison de l'Hôpital de Saint-Vincent-d'Olargues, indépendante jusqu'en 1345
  - La Bessière (Saint-Jean de Las Bessières), commune de Cassaniouze[51] (Aveyron)
    - L'Hôpital, Saint-Julien de Piganiol, commune de Saint-Santin[52],[N 15]
    - Hôpital Saint-Jean de La Vinzelle[51], commune de Grand-Vabre[N 16]

  - Nigresserre[51] (Aveyron)
- Commanderie de Pézenas , chambre prieurale[53],[54]
  - Abeilhan (co-seigneurie)
  - Aumes (censive et directe)
  - Cazouls-d'Hérault (château, domaine et justice)
  - L'Étang (Lestang, métairie), commune de Pézenas
  - Lézignan-la-Cèbe (seigneurie)
  - Magalas (censes)
  - Montagnac (censive et directe)
  - Saint-Jean de La Cavalerie (domaine), commune de Montblanc
  - Saint-Jean de Tougues / de Tongue (métairie), commune d'Abeilhan
  - Saint-Siméon (prieuré), commune de Pézenas
  - Usclas-d'Hérault (église et domaine)
- Commanderie de Rayssac[55],[56],[57],[58]
  - Annexes proches de la commanderie:
    - La Boual[N 17] (La Boal, métairie), commune d'Albi
    - La Pale[N 18] (métairie), commune d'Albi
    - La Ramaziès[N 19] (La Rémésie, métairie), commune d'Albi

  - Aussebaisse (Aussabaisse, Haute-Baisse, Aussevaysse, église), commune de Milhars
  - Bahardel (Tènement), commune de ?[59]
  - Barre
  - Carmenel (Carmanel d'Alban), commune de Curvalle
  - Guitalens (Château-Bas, 1657)[59],[60]
  - Lacapelle-Ségalar (inféodée en 1195)[N 20]
  - Lanel  (Tènement, ancienne commanderie[61]), commune de Cunac[59],[62]
  - La Salvetat[N 21], commune de Puycelsi[63]
    - Saint-Jean de Montade / de la Malemontade
    - Saint-Jean des cinq frères (chapelle), commune de Lisle-sur-Tarn

  - Le Cambon du Temple , commune du Fraysse
  - Le Carla (XVe siècle), anciennement Notre-Dame de Mazières (1169)[64],[65] , commune de Castelnau-de-Lévis
  - Puygouzon
  - Saint-Antonin-de-Lacalm (v. 1108/10[66], église)
  - Saint-Benoit de Gourgues (église), commune de Lautrec
  - Saint-Cirgues de Lautrec (église et métairie)
  - Saint-Jean de La Novelle (église), près de Lombers
  - Saint-Pierre de Bénéjan (église), près de Lombers
  - Saint-Pierre de Combéjac (église), commune de Lacaze[67],[68]
    - Roquecezière (Roquesusières, biens)[N 22]
    - Saint-Léonard de Carme (chapelle Saint-Léonard de Montfranc)
    - Le Cambajou
    - Pousthomy (Poustomy)[N 23]
    - Le Mas-Dieu (Marsal ou Montfranc?)[N 24]

  - Saint-Pierre de Gil (église)
  - Saint-Pierre des Ports (église), commune de Graulhet
  - Sainte-Supérie de Montans (dîme)[69]
    - Bramesaigues[N 25], commune de Peyrole
- Commanderie Sainte-Anne[N 5]
  - Mas Grand-Cabane, commune de Fourques (appelé également métairie Sainte-Anne, chef-lieu de la commanderie)[70]
- Commanderie de Saint-Christol[71],[72]
  - Aubais  [N 26]
  - Bagnols (terres), commune de Bagnols-sur-Cèze
  - Bois du Noble (Le Noble du Puech Cairol, bois et devès), commune de Fontanès (Gard)
  - Boussargues  [?][N 27] (Saint-Florent de Boissargues, chapelle et terres), commune de Sabran
  - Congénies (terres)
  - Dions (co-seigneurie, château ruiné, censives et directes)
  - La Bruyère  (Bruguière, métairie de), commune de Saint-Christol
  - Mas du Luc (Le Luc, métairie), commune de Saint-Chaptes
  - Mas La Mourade (la Mourrade, métairie), commune de Le Cailar
  - Mas Saint-Jean (Saint-Jean de Ginestet, métairie)[N 28], commune de Lansargues
  - Mas de Viala (Viallar / Villar, métairie), commune de Lansargues
  - Massillargues (1145, Marsolargues / Massolargues, terres et bâtisse seigneuriale ruinée), commune de Massillargues-Attuech[N 29]
  - Montaren (co-seigneurie, censives et directes), commune de Montaren-et-Saint-Médiers
  - Saint-Césaire de Restinclières (Saint-Césaire de Restanclières / Restenclières, ancienne commanderie?)[N 30]
- Commanderie de Saint-Maurice-de-Cazevieille (membre de Saint-Christol au XVIIIe siècle voir avant)[71]
  - Massargues, Mallens et Montueil
  - Saint-Césaire-de-Gauzignan (Saint-Césaire de Gaussignan, directe)
  - Valence, commune de Castelnau-Valence
- Commanderie du Temple de Saint-Gilles  [Intégrée aux biens du prieuré]
- Commanderie de Vaour

En Provence
- Commanderie d'Aix-en-Provence[36]
- Commanderie d'Astros [75],[76],[N 31]
  - Saint-Pierre de Campublic , commune de Beaucaire (en Languedoc)
- Commanderie d'Avignon[77]
- Commanderie de Beaulieu[38]
  - Maison de Peirasson
- Commanderie de Cairanne
- Commanderie de Comps[78], commune de Comps-sur-Artuby
  - Bargemon
  - Beauvezer (directe)
  - Colmars (directe)
  - Esperel (domaine)
  - L'Esterel (terres, bois et droits seigneuriaux)
  - Favas
  - La Roque-Esclapon
  - Bastide des Antibes, commune de Draguignan
  - Roquebrune-sur-Argens (co-seigneurie)
  - Saint-Maimes / sant Maïmé (Saint-Mayme, terres, bois et droits seigneuriaux), commune de Rougon
- Commanderie de Richerenches
- Commanderie de Roaix
- Commanderie Sainte-Luce [79], commune d'Arles
- Commanderie Saint-Thomas de Trinquetaille[80],[81], quartier Trinquetaille (Arles)[N 32]
  - Domaine des Avergues (1190)[N 33]
  - Mas d'Authier, commune d'Arles[N 34]
  - Mas de Mourefrech (Mourrefrech, 1203), commune d'Arles[N 35]
  - Mas Thibert, commune d'Arles[N 36]
  - Gimeaux (Gimel), commune d'Arles
  - Les coussouls de Luquier, Calissane, Le Cougoul, Mouttet, Chatillon, Pallepastous, La Mendoule et Roumigouse, commune de Saint-Martin-de-Crau

En Quercy
- Commanderie du Bastit du Causse [82],[83]
  - Assier (commanderie)
  - Camburat (Comburat)
  - Cazillac (prieuré), commune du Vignon-en-Quercy  
  - Cras (commanderie) 
    - La Pomarède  (…-1488), commune de Peyrilles[N 37]
    - Mas de la Guilhermie[N 38] et Mas del Fau[N 39] (…-1488), commune de Peyrilles[85]
    - Saint-Thomas des Landes (Las Lauzettes), commune de Peyrilles[N 37]

  - Courbou et Lafarguette (Courbons et Farguettes), commune de Leyme
  - Lavaur, commune de Foissac (Aveyron)[N 40]
  - Martel (Temple de) 
  - Nadillac (Nadilhac, Nadailhac) 
  - Saint-Julien (chapelle dite de Saint-Julien des quatre Combes), commune de Cras[N 41]
  - Saint-Vézian, commune de Montfaucon [86]
- Commanderie de Durbans[87],[88] ?[N 42]
  - La Salle, Plaguebens, Tartabelle et La Clede  (métairies), commune de Durbans
  - Espédaillac (ex commanderie et prieuré)
    - Grèzes (prieuré)

  - Soulomès
    - Lourmède (métairie)
- Commanderie de La Capelle-Livron [90],[91]
  - Bramaloup (Brame-Loup, devenue un membre à part entière), commune de Martiel
    - Le Juge (métairie), commune de Martiel
    - L'Espinassière (métairie), commune de Martiel
    - Martiel (seigneurie, uniquement coseigneurs pour un tiers)

  - Carnac 
  - Cas (château), commune d'Espinas 
  - Crouzelles (Crouselles), commune de Saillac
  - Ginouilhac (Genouillac), commune de Martiel
  - Jamblusse (Jambleusse)
  - Loze (Lozes)
    - Saillagol (Salliagol), commune de Saint-Projet

  - Mouillac
  - Puy d'Auzon (Puidauson), commune de Lacapelle-Livron
  - Puylagarde (Puy-La Garde)
  - Saint-Amans, commune d'Espinas[N 43]
  - Saint-Laurens[N 44] et Paillayrols (Paillerols), commune de Caylus
  - Saint-Peyronis, commune de Lacapelle-Livron
  - Trébaïx (Trebais)
- Commanderie de Latronquière
  - Figeac [92] (réunie en 1371)
  - Margues[N 45](réunie en 1371)
  - Narrines, commune de Villeneuve (Aveyron) au sud de Foissac (réunie en 1371)
  - Drulhe  (réunie v.  1600/1620)
- Commanderie de Durbans

En Rouergue
- Commanderie d'Auzits (1155)[93], autonome jusqu'en 1623
  - Commanderie de Lugan
    - Abirac, Saint-Jean d' (1250)
    - Hauteserre (Auzits) (1250)
    - Rulhe (Auzits) (1250)
- Commanderie des Canabières (vers 1120)[93]
  - Bouloc (av. 1120)[93]
- Commanderie d'Espalion
  - Auzits (1623/24)
  - Lugan
- Commanderie d'Espinas[94]
- Commanderie de Millau
- Commanderie de Sainte-Eulalie-de-Cernon [95]
  - La Cavalerie 
  - La Couvertoirade 
  - Monteils , commune de La Serre
  - Roquosel 
  - Saint-Sernin-sur-Rance
- Commanderie de Saint-Félix-de-Sorgues[96],[97]
  - Bastide de Pradines et Saint-Pierre de Courgeas, commune de La Bastide-Pradines
  - Campagnoles, commune de Cazouls-lès-Béziers (fin XVe siècle, ex commanderie)
    - Caillan
    - Cajan
    - Cazouls-lès-Béziers

  - Mascourbe (Mascourbes), commune de Saint-Félix-de-Sorgues
  - Milhau, commune de Puisserguier
    - Paulignan (dimerie)

  - Mombre de Moussac, commune de Roquefort-sur-Soulzon
  - Roquefort, commune de Roquefort-sur-Soulzon
  - Cornus
  - Martrin
  - Saint-Caprazy (Saint-Capraize), commune de Saint-Félix-de-Sorgues

En Vivarais
- Commanderie de Jalès [98],[99]
  - Banne[N 46] (1187)
  - Berrias , commune de Berrias-et-Casteljau
  - Chandolas (1186)
    - Grospierres (Gourpierre, directe)
    - La directe sur les fiefs de Barjac, Joyeuse, Plansoles, Rosières, Séalliac, Lablachère, Bec-de-Jun (commune de Beaulieu), Saint-André-de-Cruzières, Beaulieu, Bessas, Entraigues, Courres, etc.

  - Grosfau (1156), commune de Chaudeyrac
  - Pelouse
  - Peyrolles [N 47] (ex commanderie), commune de Allègre-les-Fumades.
    - Allègre (Alégré)

  - Saint-Romain-le-Désert (av. 1289)
  - Praulat (1240), commune de Cellier-du-Luc[N 48]
- Commanderie de Trignan (réunie à Jalès en 1383)[101], commune de Saint-Marcel-d'Ardèche
  - Dîmes et directes sur les fiefs de Saint-Marcel d'Ardèche, le Rieu-Merlauson, Grasbidou, Saint-Rémésy et Rieumorenc
  - Soubeyradel, commune de Saint-Remèze
    - Bidon (Bidou) et la combe de Lobis (1252)

  - Saint-Marcel-d'Ardèche (co-seigneurie)
  - Bourg-Saint-Andéol
  - Bourdelet
  - Ponsac, Bessac et La Villedieu (juridiction pleine)
  - Directes sur les fiefs de Palud, Vallon, Voquet, La Chapelle-Saint-Germain, Saint-Servin, Lussas, La Gorse, Vinasac, Chassies, Bersennes, Saint-Vincent-de-Barres, Alès (Alais), Sainte-Agathe, etc.

### Autres possessions directes
- Château de Générac

## Référencement